# Monte Beleg
Monte Beleg (en albanés: Maja Beleg o Beleg; en montenegrino y serbio: Белег, Beleg) es una montaña que alcanza una altura de 2.102 m, ubicada en Kosovo (disputada por Serbia) y en Montenegro. Es el segundo pico más alto de la llamada montaña Mokna en la cordillera Prokletije después Pogled que tiene 2.155 m. Beleg se encuentra a pocos kilómetros al noroeste de la localidad de Istok en Kosovo.